# Batura Mustagh I
Il Batura Sar, indicato anche come Batura I, è la 25ª montagna più alta della Terra e la 12ª più alta del Pakistan. È la vetta più alta del Batura Muztagh, che è la più occidentale catena del Karakoram.
Nomi alternativi di questo picco sono Batura, Batura I, e Batura I Orientale. L'altezza talvolta è indicato come 7.785 metri sul livello del mare.
La prima scalata riuscì il 30 giugno 1976 ad opera di H. Bleicher e H. Oberhofer.